# Вукошићка бара
Вукошићка бара или Селска бара је бара у атару села Вукошић, 13 км јужно од Шапца, у проширењу долине реке Добраве. У пролеће, кад Добрава поплави своју долину, бара је спојена са Добравом.
Површина баре је 60 хектара.